# Bongolava
Bongolava je region na středozápadě Madagaskaru. Hlavním městem regionu Tsiroanomandidy. V roce 2018 zde žilo 674 474 osob.

## Geografie
Region se nachází na středozápadě Madagaskaru. Hraničí s regiony Betsiboka, Melaky, Menabe, Vakinankaratra, Itasy a Analamanga. Nadmořská výška se pohybuje od 800 m do 1 500 m.
Regionem protékají řeky Kiranomena, Mahajilo a Manambolo. Vede tudy Route nationale 1.

## Administrativní dělení
Region Bongolova se dělí na dva okresy, které se rozdělují na 24 obcí.
- Okres Fenoarivo-Afovoany – 8 obcí
- Okres Tsiroanomandidy – 16 obcí

## Doprava

### Letiště
- Letiště Tsiroanomandidy